# Cantone di Herserange
Il Cantone di Herserange era una divisione amministrativa dell'arrondissement di Briey.
È stato soppresso a seguito della riforma complessiva dei cantoni del 2014, che è entrata in vigore con le elezioni dipartimentali del 2015.
Comprendeva i comuni di:
- Haucourt-Moulaine
- Herserange
- Hussigny-Godbrange
- Longlaville
- Mexy
- Saulnes